# امنیت داده‌ها

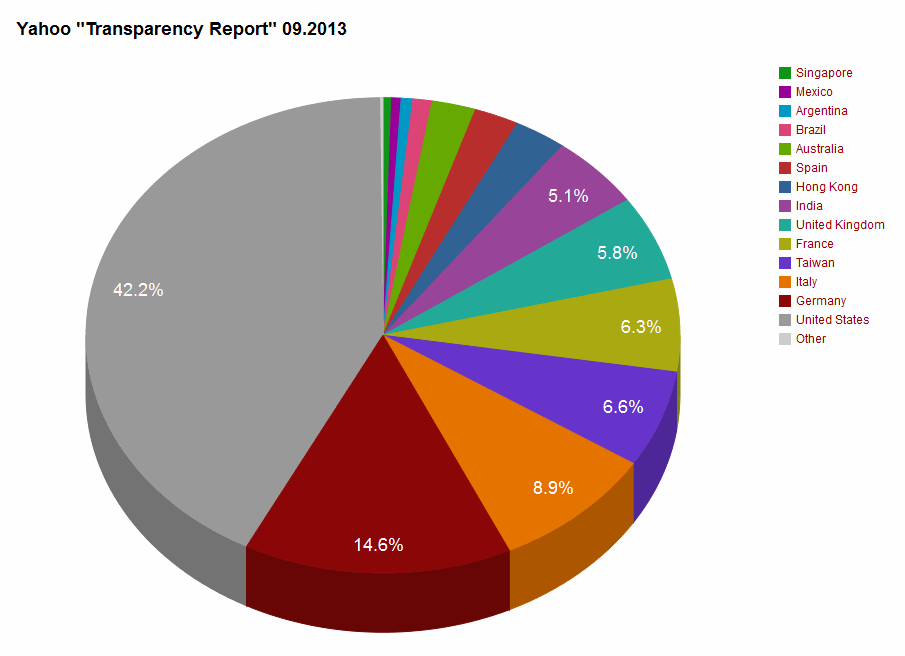
امنیت داده‌ها

امنیت داده‌ها (به انگلیسی: Data security) به معنی حفاظت از داده‌ها، مانند پایگاه داده از خرابکاری و کنش‌های ناخواستهٔ کاربران غیرمجاز مانند حمله سایبری یا رخنه‌ به داده‌ها است.

## اصول امنیت داده‌ها

### محرمانگی داده‌ها و حریم خصوصی
محرمانگی داده‌ها یعنی اطمینان از اینکه داده‌های محرمانه و خصوصی نباید در دسترس افراد یا سازمان‌ها یا فرایندهای غیرمجاز قرار گیرند و حریم خصوصی یعنی اطمینان از اینکه افراد می‌توانند بر روی امکان دسترسی، نحوهٔ ذخیره‌سازی یا انتشار داده‌ها خصوصی خود توسط دیگران کنترل و تأثیر داشته باشند. رمزنگاری و کنترل دسترسی از روش‌های رایج محرمانگی داده‌ها هستند.

### درستی‌سنجی داده‌ها و منبع
اطمینان از اینکه داده‌ها توسط افراد غیرمجاز دست‌کاری نشده یا تغییر نمی‌یابند. در درستی‌سنجی داده‌ها باید از درستی فرستنده اطلاعات اطمینان پیدا کرد. روش‌های رایج این کار استفاده از امضای دیجیتال، کد احراز اصالت پیام و کنترل دسترسی هستند.

### دسترس‌پذیری
به معنی دسترسی به داده‌ها و سرویس‌دهی به افراد مجاز در هر زمان و در هر مکان است که با پشتیبان‌گیری و نصب سامانه‌های محافظ مناسب می‌توان دسترس‌پذیری به داده‌ها را کنترل کرد.

## فناوری‌های امنیت داده

### رمزنگاری دیسک سخت
رمزنگاری روی دیسک یک فناوری رمزنگاری است که داده‌ها را بر روی یک درایو دیسک سخت رمزنگاری می‌کند. رمزنگاری دیسک معمولاً هم به صورت رمزنگاری روی نرم‌افزار و هم به صورت رمزنگاری بر روی سخت‌افزار است. رمزنگاری دیسک با نام‌های رمزنگاری on-the-fly (OTFE) یا رمزنگاری شفاف نیز شناخته می‌شود.

### پشتیبان‌گیری
از نسخه‌های پشتیبان برای اطمینان یافتن از بازیابی داده‌های از دست‌رفته، استفاده می‌شود. پشتیبان‌گیری برای تهیهٔ نسخهٔ پشتیبان از بسیاری از صنایع، ضروری است و برای نگهداری پرونده‌هایی که برای کاربران اهمیت دارد توصیه می‌شود.

### پوشش داده‌ها
پوشش داده‌های ساخت یافته به فرایندی از پنهان‌سازی داده‌ها گفته می‌شود که به منظور در امان‌ماندن داده‌های خاص در یک جدول یا پایگاه داده که اساسی و حساس و در معرض تماس کارکنان هستند انجام می‌شود. این می‌تواند شامل پنهان‌سازی داده از کاربر باشد. نمونه آن، بسیاری از کارمندان بانک‌های خارجی هستند که تنها می‌توانند ۴ شماره آخر شمارهٔ ملی مشتریان را ببینند، یا توسعه‌دهندگانی که برای آزمایش نرم‌افزار منتشر شدهٔ تازه، به داده نیاز دارند (اما نباید داده‌های حساس را ببینند). فروشندگان برون‌سپار و بسیاری از موارد دیگر از همین نمونه‌ها هستند.

### پاک‌کردن داده‌ها
پاک‌سازی داده روشی بر مبنای بازنویسی با نرم‌افزار است و داده‌های الکترونیکی روی یک دیسک سخت رایانه یا رسانهٔ دیجیتال را وقتی که چیز باارزشی دوباره استفاده می‌شود نابود می‌کند تا از این درز نیافتن اطلاعات، مطمئن شود.

## استانداردهای بین‌المللی
استانداردهای بین‌المللی ایزو ۲۷۰۰۲ امنیت داده را با موضوع امنیت اطلاعات پوشش می‌دهد و یکی از اصول کاردینال‌های آن است که همهٔ اطلاعات ذخیره شده آن باید دارای صاحب باشد؛ بنابراین شخص مسئول حفاظت و کنترل دسترسی آن داده، مشخص می‌شود.
گروه رایانش قابل اعتماد، سازمانی است که به استاندارد سازی رایانه‌ای امنیت فناوری کمک می‌کند.
استاندارد امنیت داده صنعت پرداخت کارت یک شرکت مالکیت امنیت استاندارد بین‌الملل برای سازمان‌ها است که که اطلاعات دارنده کارت‌ها را برای بسیاری از کارت‌های نقدی، کارت‌های اعتباری، ارزها دیجیتال، خودپردازها، و پایانه‌های فروش فراهم می‌کند.
مقررات عمومی حفاظت از داده اتحادیه اروپا که شورای اروپا آنرا پیشنهاد کرده، حفاظت از داده افراد را در محدوده اتحادیه اروپا تقویت، و یکسان‌سازی و از خروج اطلاعات فردی از محدوده اتحادیه اروپا جلوگیری می‌کند.